# Rhodafra incarnata
Rhodafra incarnata är en fjärilsart som beskrevs av Rothschild och Jordan 1903. Rhodafra incarnata ingår i släktet Rhodafra och familjen svärmare. Inga underarter finns listade.